# Апертура 2024 (Коста-Рика)
Апертура 2024 (исп. Torneo Apertura 2024) — 123-й розыгрыш чемпионата Коста-Рики по футболу, первая часть сезона 2024/2025. Свой чемпионский титул защищает клуб «Саприсса». По итогам предыдущего сезона коста-риканскую примеру покинул клуб «Мунисипаль Гресия», его сменила «Санта-Ана», дебютирующая в главной коста-риканской лиге.
Победителем первого этапа (двухкругового турнира из 22 туров) стало «Алахуэленсе», которое наряду с «Саприссой», «Сан-Карлосом» и «Эредиано», занявшими соответственно места со второго по четвёртое, вышло в финальную стадию. В финальной стадии, проходящей в декабре, четыре команды играют на вылет. В полуфиналах «Эредиано» одолело «Алахуэленсе» с общим счётом 4:2 (2:0 дома и 2:2 в гостях), а «Саприсса» одержала верх над «Сан-Карлосом» с таким же общим счётом 4:2 (2:2 в гостях и 2:0 дома).

## Участники
| Команда            | Город                      | Стадион (вместимость)                       | Главный тренер                                                                                           |
| ------------------ | -------------------------- | ------------------------------------------- | --- |
| Саприсса           | Сан-Хосе                   | Рикардо Саприсса (21 456)                   | Владимир Кесада (до 6 октября) Хосе Джаконе (с 8 октября)                                                |
| Эредиано           | Эредия                     | Карлос Альварадо (6200)                     | Вальтер Сентено (до 18 августа) Хафет Сото (с 19 августа)                                                |
| Алахуэленсе        | Алахуэла                   | Алехандро Морера Сото (17 700)              | Алешандре Гимарайнс                                                                                      |
| Сан-Карлос         | кантон Сан-Карлос          | Карлос Угальде Альварес (4080)              | Луис Марин                                                                                               |
| Гуанакастека       | Никоя                      | Чоротега (4000)                             | Маурисио Сория (до 22 августа) Александер Хосе Варгас (с 31 августа)                                     |
| Картахинес         | Картаго                    | Хосе Рафаэль «Фельо» Меса (8831)            | Грейвин Мора                                                                                             |
| Спортинг           | Сан-Хосе                   | Эрнесто Рормосер (3000)                     | Эрнан Медфорд (до 11 ноября) Рендалл Асофейфа (с 12 ноября)                                              |
| Мунисипаль Либерия | Либерия                    | Эдгардо Бальтодано Брисеньо (7000)          | Минор Диас                                                                                               |
| Перес-Селедон      | Сан-Исидро-де-Эль-Хенераль | Муниципальный стадион Перес-Селедона (3259) | Луис Фернандо Фальяс (до 5 августа) Орасио Эскивель (с 6 августа)                                        |
| Сантос де Гуапилес | Гуапилес                   | Эбаль Родригес (2250)                       | Хулио Дели Вальдес (до 10 октября) Рэндолл Роу (с 14 октября)                                            |
| Санта-Ана          | Санта-Ана                  | Пьедедас де Санта-Ана (2000)                | Кристиан Овьедо                                                                                          |
| Пунтаренас         | Пунтаренас                 | Мигель Анхель «Лито» Перес (4105)           | Хулио Фуэнтес (до 13 августа) Луис Фернандо Фальяс (15 августа — 27 ноября) Сесар Альписар (с 27 ноября) |

## Турнирная таблица
| М  | Команда            | И  | В  | Н  | П  | Мячи    | ±   | О  | Примечания     |
| -- | ------------------ | -- | -- | -- | -- | ------- | --- | -- | -------------- |
| 1  | Алахуэленсе        | 22 | 13 | 7  | 2  | 37 − 18 | +19 | 46 | Финальная фаза |
| 2  | Саприсса           | 22 | 12 | 5  | 5  | 37 − 28 | +9  | 41 | Финальная фаза |
| 3  | Сан-Карлос         | 22 | 10 | 9  | 3  | 41 − 26 | +15 | 39 | Финальная фаза |
| 4  | Эредиано           | 22 | 10 | 5  | 7  | 34 − 28 | +6  | 35 | Финальная фаза |
| 5  | Гуанакастека       | 22 | 10 | 5  | 7  | 26 − 31 | −5  | 35 |                |
| 6  | Картахинес         | 22 | 10 | 4  | 8  | 33 − 29 | +4  | 34 |                |
| 7  | Спортинг Сан-Хосе  | 22 | 8  | 3  | 11 | 27 − 27 | 0   | 27 |                |
| 8  | Мунисипаль Либерия | 22 | 7  | 5  | 10 | 32 − 30 | +2  | 26 |                |
| 9  | Перес-Селедон      | 22 | 4  | 10 | 8  | 20 − 27 | −7  | 22 |                |
| 10 | Сантос де Гуапилес | 22 | 5  | 6  | 11 | 29 − 39 | −10 | 21 |                |
| 11 | Санта-Ана          | 22 | 5  | 5  | 12 | 22 − 39 | −17 | 20 |                |
| 12 | Пунтаренас         | 22 | 3  | 6  | 13 | 18 − 34 | −16 | 15 |                |

И — игры, В — выигрыши, Н — ничьи, П — проигрыши, Мячи — забитые и пропущенные голы, ± — разница голов, О — очки

## Финальная фаза

### 1/2 финала

#### Алахуэленсе — Эредиано
| Эредиано             | 2:0 (2:0) | Алахуэленсе |
| -------------------- | --------- | ----------- |
| Крус 18′ · Арайя 21′ |           |             |

| Алахуэленсе                       | 2:2 (1:1) | Эредиано             |
| --------------------------------- | --------- | -------------------- |
| Каньото 45+3′ · Фальке 65′ (пен.) |           | 41′ Арайя · 54′ Крус |

#### Саприсса — Сан-Карлос
| Сан-Карлос                       | 2:2 (0:0) | Депортиво Саприсса   |
| -------------------------------- | --------- | -------------------- |
| Хосе Родригес 64′ · Мартинес 69′ |           | 78′ Ист · 90+2′ Вега |

| Депортиво Саприсса   | 2:0 (2:0) | Сан-Карлос |
| -------------------- | --------- | ---------- |
| Бренес 13′ · Ист 21′ |           |            |

### Вторая финальная фаза
| Эредиано | –:– | Депортиво Саприсса |
| -------- | --- | ------------------ |
|          |     |                    |

| Депортиво Саприсса | –:– | Эредиано |
| ------------------ | --- | -------- |
|                    |     |          |

### Большой финал
|  | –:– | Алахуэленсе |
|  | --- | ----------- |
|  |     |             |

| Алахуэленсе | –:– |  |
| ----------- | --- |  |
|             |     |  |